# طنجه (فیلم ۱۹۴۶)
«طنجه» (انگلیسی: Tangier) یک فیلم است که در سال ۱۹۴۶ منتشر شد. از بازیگران آن می‌توان به ماریا مونتز، رابرت پیج، و پرستون فاستر اشاره کرد.